# Knowth

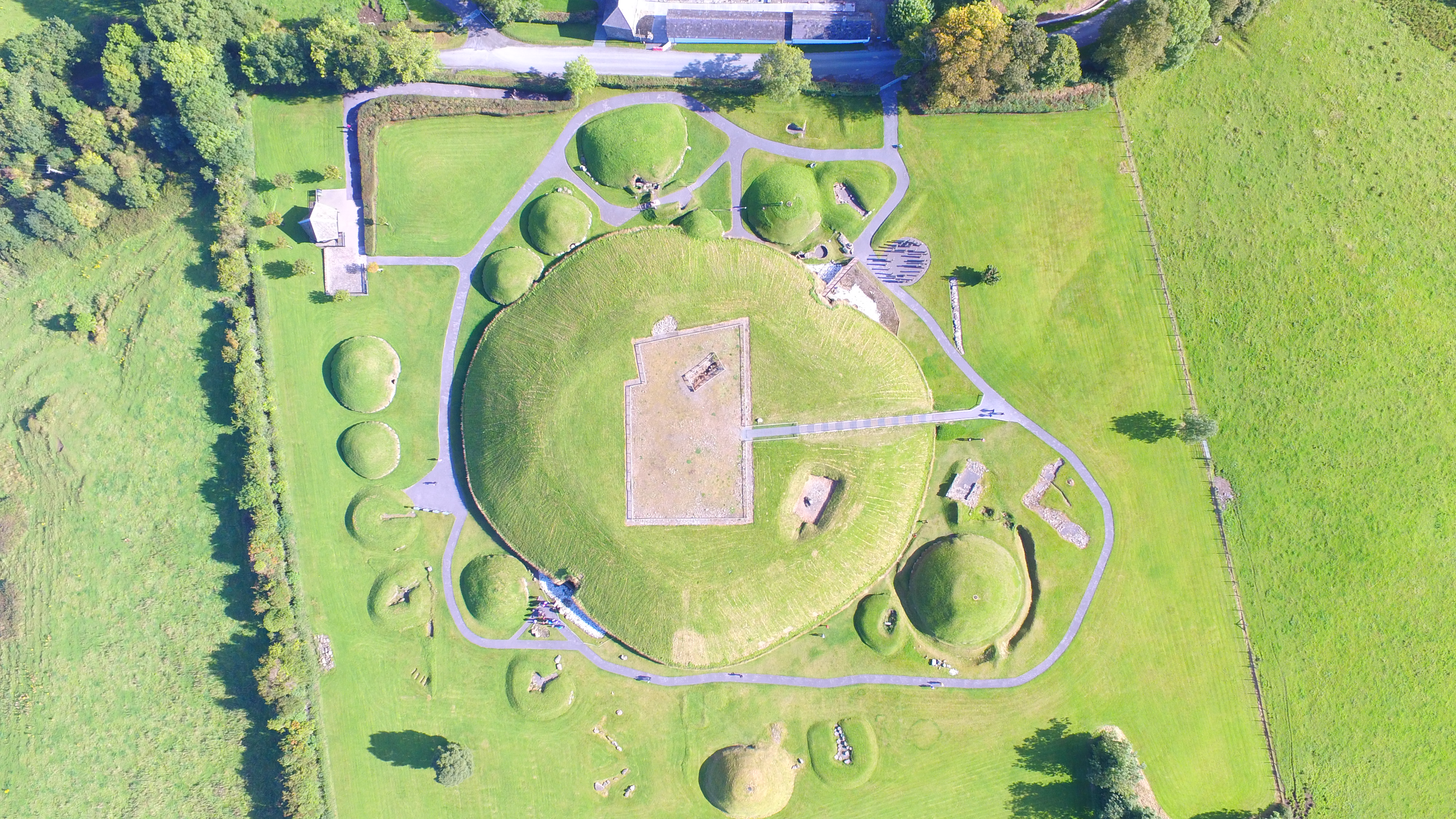
Vista aérea de Knowth

El túmulo de Knowth (en irlandés Cnobha) es una tumba de corredor Neolítica y un monumento antiguo del complejo arqueológico de Brú na Bóinne en el valle del Río Boyne, cerca de Donore en el condado de Meath en Irlanda. Se encuentra a 1 km al noroeste de Newgrange y a 2 km al oeste de Dowth.
Construido en la misma época de Newgrange sobrepasa en tamaño e importancia arqueológica a este. El complejo se completa con otros túmulos de menos importancia que lo convierten en uno de los más importante de Europa occidental.[cita requerida]
Las excavaciones han descubierto primero un corredor de 34 metros que conducía a una cámara central, encontrándose más tarde en 1968 otro corredor de 40 metros en la cara opuesta que conduce a otra cámara que no está comunicada con el primero.
La actividad humana en el túmulo constatada se alarga durante miles de años. La cultura del vaso campaniforme (Bell Beaker) ocupó el lugar durante la Edad de Bronce, los celtas en la Edad de Hierro. En el siglo VIII y XIX se usó el túmulo como fuerte circular y en el siglo XII los normandos construyeron un castillo sobre él.
Esta tumba de corredor es la más grande del complejo arqueológico de Brú na Bóinne y consta de un túmulo grande (conocido como Sitio 1) y 17 tumbas satélite más pequeñas. El túmulo principal posee aproximadamente 12 metros de alto (40 pies) y 67 metros de diámetro (220 pies), cubre aproximadamente una hectárea. Contiene dos corredores ubicados a lo largo de una línea este-oeste y está rodeado por 127 guardacantones, del cual faltan tres y hay otros cuatro dañados.
La datación del túmulo principal ha sido estimada entre el 2500 y 2000 AC. Los corredores son independientes de cada uno, destinados para separar cuartos de entierro.  
El corredor oriental llega a un cuarto cruciforme, no muy distinto al encontrado en Newgrange, el cual contiene tres nichos y cuencos de piedras sobre los cuales se ponían restos  cremados de los muertos. El nicho derecho es más grande y más decorado con arte megalítico que los otros dos, lo cual es típico en tumbas de corredor irlandesas de este tipo.  
El corredor occidental finaliza en un cuarto indiferenciado, el cual está separado del pasillo por un umbral. El cuarto parece también haber contenido un nicho de piedra la cual fue más tarde sacada y ahora se encuentra localizada aproximadamente a dos-tercios más abajo del pasillo.

## Arte Megalítico

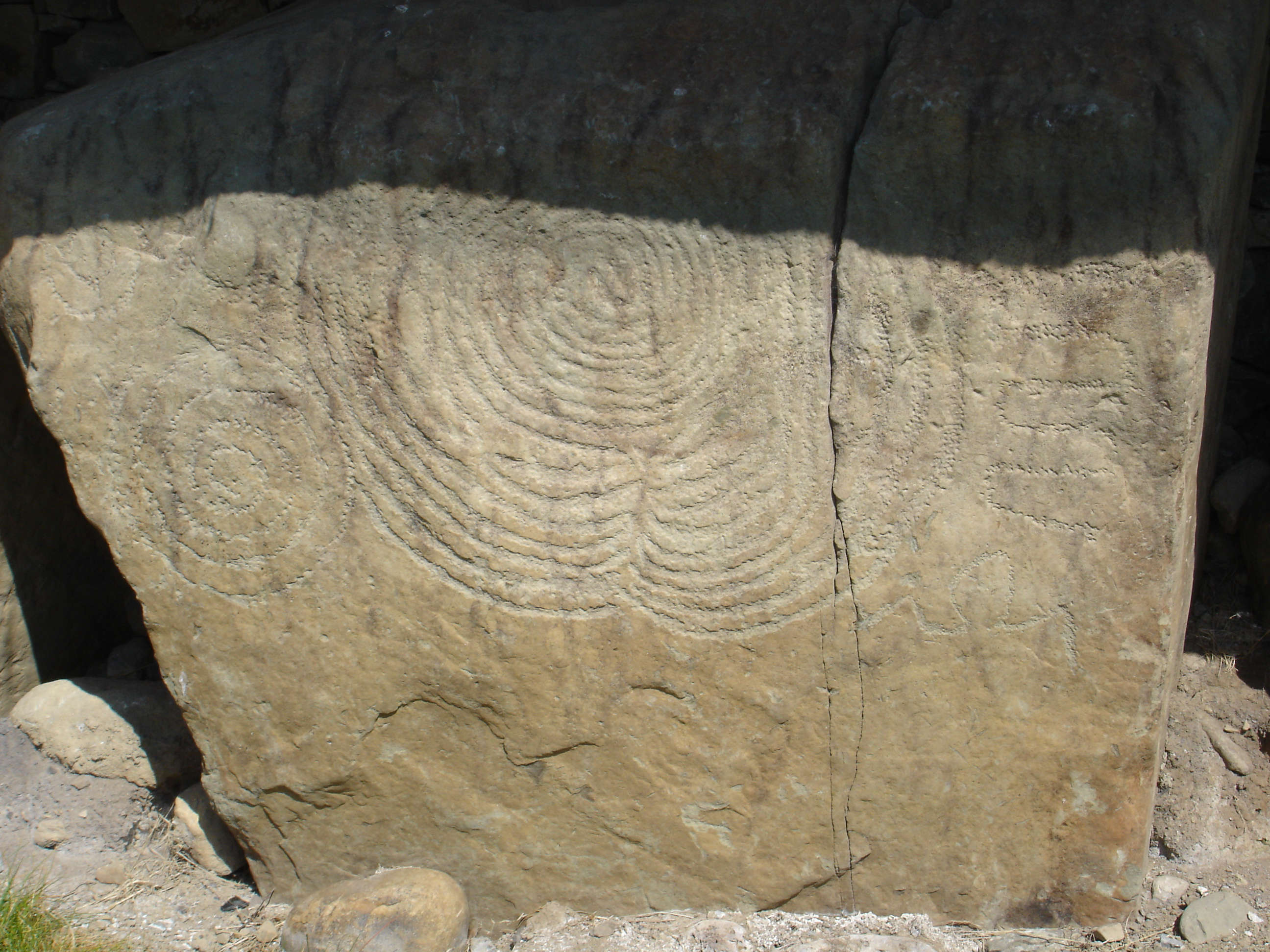
Arte megalítico en los guardacantones de Knowth

El túmulo principal se encuentra rodeado de otras 17 tumbas y unas 300 losas grabadas, lo que lo convierten a Knowth en el sitio de mayor importancia desde el punto de vista artístico de la Europa occidental.[cita requerida], más de 200 piedras decoradas fueron encontradas durante excavaciones. Muchas de las obras de arte fueron encontradas en los guardacantones, particularmente acercándose las entradas a los corredores. 
Muchos de los motivos son típicos: espirales, romboidales y figuras serpentiformes. Aun así, el arte megalítico en Knowth contiene una variedad amplia de imágenes, como formas de medialuna. Curiosamente, muchas de estas obras de arte fueron grabadas en la parte posterior de las piedras; un tipo del arte megalítico conocido como arte escondido. Esto sugiere todo tipo de teorías respecto a la función de arte megalítico dentro del Neolítico comunitario quién construyó los monumentos en el valle de Boyne. Es posible que intentaron esconder el arte. Es también posible que sencillamente reciclaron las piedras y reutilizando el otro lado.

## Historia

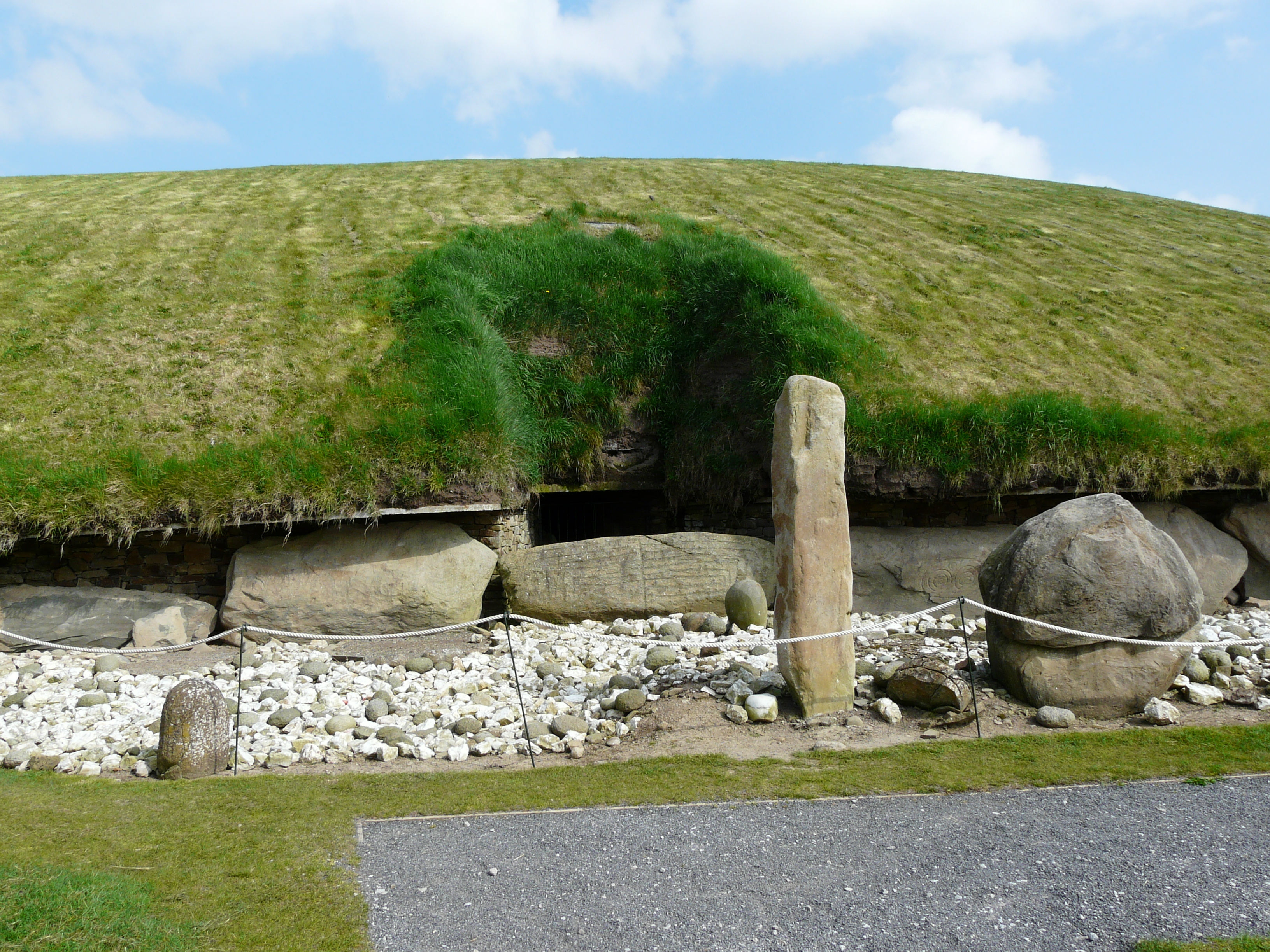
Acceso al corridor occidental en Knowth

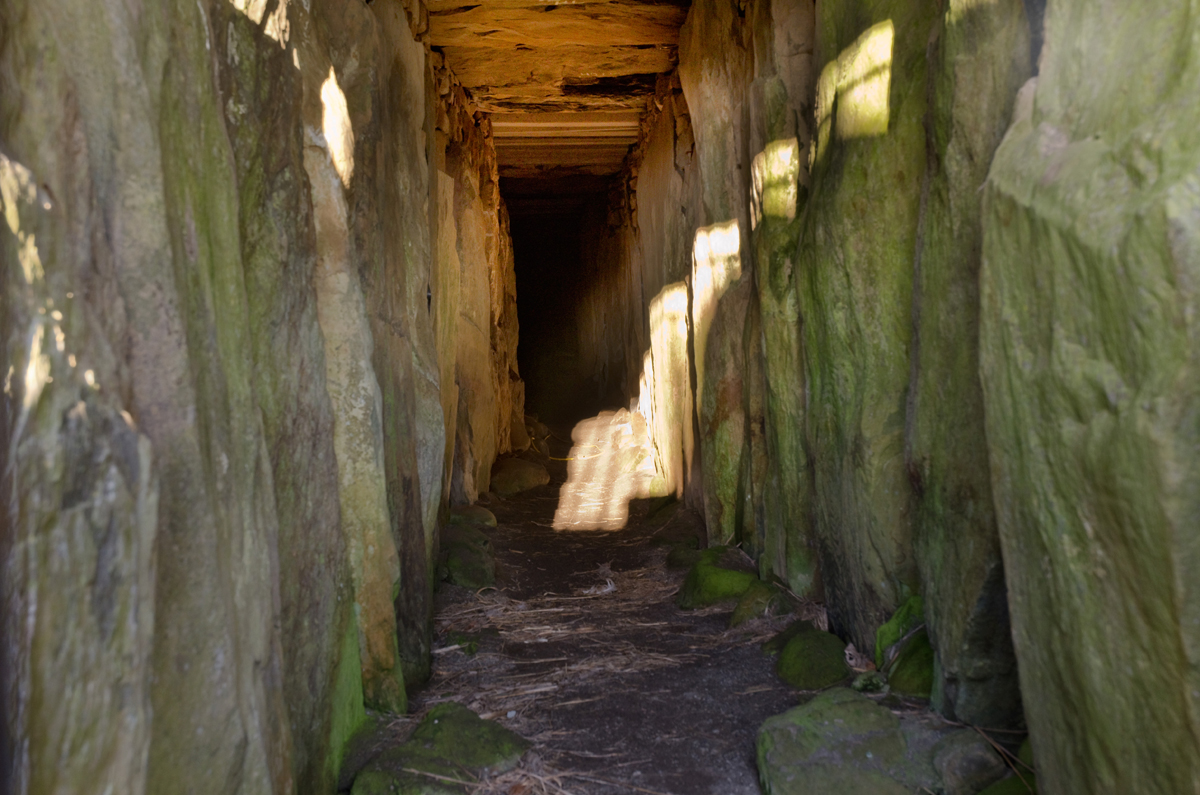
Corredor occidental durante el equinoccio de otoño en Knowth

Existen evidencias de actividad en el sitio durante la Edad del Bronce y del Neolítico tardío. La mayoría de estas descienden de la Grooved ware o Cultura del vaso campaniforme asociada al círculo de madera que se localizó cerca la entrada del corredor oriental. La evidencia arqueológica sugiere que fue utilizado como área ritual o sagrada posterior a que el túmulo principal en Knowth cayera en desuso. La evidencia ritual consta de un gran número de ofrendas votivas encontradas en y alrededor de las áreas inmediatas del enmaderado que formaba un círculo. Los normandos utilizaron Knowth como castillo en el siglo XII.
El túmulo de Knowth cayó en abandono, y el montículo o mojón se desmoronó, causando que las entradas de ambos corredores quedaran cubiertas. El sitio quedó prácticamente inutilizable por un periodo de dos mil años. El sitio fue brevemente utilizado como lugar de entierros; cerca de 35 tumbas fueron encontradas en el sitio durante excavaciones, éstas parecen corresponder a entierros Celtas.
En la edad de Hierro tardía y en el periodo cristiano temprano, se transforma en un cerro fuerte rodeando con zanjas y se le añadieron subterráneos. Knowth llegó a ser por primera vez un sitio habitacional. Dos guardacantones fueron excavados, uno en la base del túmulo detrás del guardacantón, y el otro en la parte superior. En esta etapa, las entradas a ambos corredores parecen haber sido descubiertos. La evidencia incluye la presencia de grafitis del período cristiano temprano en las piedras del cuarto oriental, y cuatro nombres fueron grabados en escritura ogham. Parece que al llegar a este punto, la piedra de cuenca del cuarto occidental fue removida en un intento de sacarla y estuvo abandonada en el pasillo porque se atascó. Knowth llegó a ser un centro político significativo y la capital del Reino de Brega
Después de un breve intervalo militar con la invasión normanda de Irlanda, el sitio cayó a las manos de los monjes de la Abadía de Mellifont. Parece que el túmulo fue entonces otra vez utilizado como grange o granja. Se construyeron muros de piedra sobre el túmulo, y edificios de piedra al interior de los muros. Después de la disolución de los monasterios, el sitio fue utilizado principalmente para funciones agrícolas hasta que la mayor parte del sitio fue adquirido por el estado en 1939.
Una referencia histórica a la cueva ha sido encontrada en Las Tríadas de Irlanda, datado entre el siglo XIV al siglo XIX, donde Úam Chnogba, Úam Slángæ y Dearc Fearn fueron enumerados bajo el título, Los tres sitios más oscuros en Irlanda. La reciente interpretación a la Cueva del Alders, se piensa que puede ser la actual Cueva de Dunmore mientras las dos primeras son interpretadas como las cuevas de Knowth y las cuevas de Slaney. No se sabe con exactitud a qué sistema de tumbas de corredor cerca del río Slaney se refiere, lo más probable que se trate de aquellas en Baltinglass. Otras fuentes traducen a los sitios numerados como Rathcroghan, la cueva o cripta de Slane y la "Cueva de los Helechos".
La Orientación este-oeste de los corredores en Knowth sugiere alineación astronómica con los equinoccios. La alineación en Knowth hoy no ocurre. Esto se debe a varios factores. Primero que todo, los corredores fueron descubiertos por pobladores más tardíos y fueron, hasta cierto punto, destruidos o incorporados a subterráneos; de este modo, las entradas originales a los corredores fueron distorsionadas o destruidas, haciendo difícil establecer si la alineación alguna vez existió. Más adelante, con las excavaciones recientes (a partir de 1962) bajo Prof. George Eogan resultó con la construcción de una losa de concreto en la pared dentro del túmulo en la entrada del oeste, restringiendo cualquier investigación a posibles alineaciones. Es probable que los corredores tuvieron la intención de ser alineados. También hay que considerar que las alineaciones de monumentos antiguos pueden cambiar debido a los ciclos Milankovitch.
Una excavación breve del sitio fue llevada a cabo en 1941 por el Profesor Macallister. Sin embargo, las excavaciones de gran escala más importantes comenzaron en el sitio en 1962 y fueron emprendidas por Profesor George Eogan de la University College de Dublín. Cuándo sus excavaciones se iniciaron, se sabía muy poco sobre la extensión total del sitio. Las entradas a los corredores occidentales y orientales fueron descubiertas en 1967 y 1968 respectivamente, y lentamente las capas de actividad en el sitio de Knowth fueron descubiertas. Las excavaciones produjeron numerosos informes y libros de los hallazgos. La excavación arqueológica del sector este de Knowth acabó cualquier posibilidad de búsqueda en alineaciones cuándo Profesor George Eogan levantó una pared concreto a través de la entrada del corredor oriental. La investigación más extensa en alineaciones y en astronomía de Knowth fueron llevadas a cabo por el investigador americano-irlandés Martin Brennan.

## Acceso
El acceso a este sitio arqueológico es solo a través de visitas guiadas. Las visitas empiezan en el Centro de visitantes de Brú na Bóinne en Donore. Los visitantes podrán conocer el corredor oriental y visitar una moderna sala de interpretación en sus proximidades.